# Saint-Andéol-de-Berg
Saint-Andéol-de-Berg é uma comuna francesa na região administrativa de Auvérnia-Ródano-Alpes, no departamento de Ardèche. Estende-se por uma área de 15,6 km².